# Карољ Веичелт
Карољ Веичелт (мађ. Weichelt Károly, рум. Károly Weichelt; Велики Варадин, 2. март 1906 — 4. јул 1971) био је румунски фудбалер, који је играо на позицији везног играча.

## Биографија
Веичелт је каријеру провео у Првој лиги Румуније, играјући за Орадеу.
С фудбалском репрезентацијом Румуније играо је на Светском првенству 1934. у Италији. Румунија је елиминисана у првом колу након пораза од Чехословачке резултатом 2 : 1. Једном је наступио за национални тим 1924. године, у пријатељској утакмици која је завршена поразом Румуније од Чехословачке резултатом 4 : 1.